# Піски (ботанічний заказник)
Піски́ — ботанічний заказник місцевого значення в Україні. Розташований у межах Сосницького району Чернігівської області, на захід від села Кудрівка. 
Площа 201 (196,8) га. Статус присвоєно згідно з рішенням Чернігівського облвиконкому від 04.12.1978 року № 529; від 27.12.1984 року № 454; від 28.08.1989 року № 165. Перебуває у віданні ДП «Холминське лісове господарство» (Сосницьке л-во, кв. 19, 20). 
Статус присвоєно для збереження лісового масиву, в деревостані якого переважають сосна, модрина. У домішку — береза, осика. 